# Абдумажидов, Одил
Одил Абдумажидов (узб. Odil Abdumajidov; род. 1 июня 2001, Андижан) — узбекистанский футболист, защитник казахстанского клуба «Туран» и сборной Узбекистана до 23 года.

## Клубная карьера
Воспитанник андижанского футбола. Футбольную карьеру начал в 2019 году в составе клуба «Металлург» Бекабад. 17 августа 2020 года в матче против клуба «Бунёдкор» дебютировал в узбекистанской Суперлиге.
В начале 2022 года на правах аренды перешёл в казахстанский клуб «Ордабасы». 5 марта 2022 года в матче против клуба «Мактаарал» дебютировал в казахстанской Премьер-лиге.

## Карьера в сборной
28 мая 2021 года дебютировал за молодёжную сборную Узбекистана в матче против молодёжной сборной Украины (2:0).

## Достижения
«Ордабасы»
- Обладатель Кубка Казахстана: 2022

## Клубная статистика
| Игровая карьера | Игровая карьера    | Игровая карьера | Лига | Лига | Кубок | Кубок | Межд. | Межд. | Др. | Др. |
| --------------- | ------------------ | --------------- | ---- | ---- | ----- | ----- | ----- | ----- | --- | --- |
| 2019            | Металлург          | А               | 0    | 0    | —     | —     | —     | —     | —   | —   |
| 2020            | Металлург          | А               | 2    | 0    | 2     | 0     | —     | —     | —   | —   |
| 2021            | Металлург          | А               | 20   | 0    | 2     | 0     | —     | —     | —   | —   |
| 2022            | Ордабасы           | А               | 23   | 2    | 6     | 0     | —     | —     | —   | —   |
| 2023            | Олимпик (Ташкент)  | А               | 24   | 1    | 5     | 1     | —     | —     | —   | —   |
| 2024            | Динамо (Самарканд) | А               | 9    | 0    | 1     | 0     | —     | —     | —   | —   |
| 2024            | Металлург          | А               | 11   | 1    | 1     | 0     | —     | —     | —   | —   |
| 2025            | Туран              | А               | 2    | 0    | —     | —     | —     | —     | —   | —   |